# Can de Chira

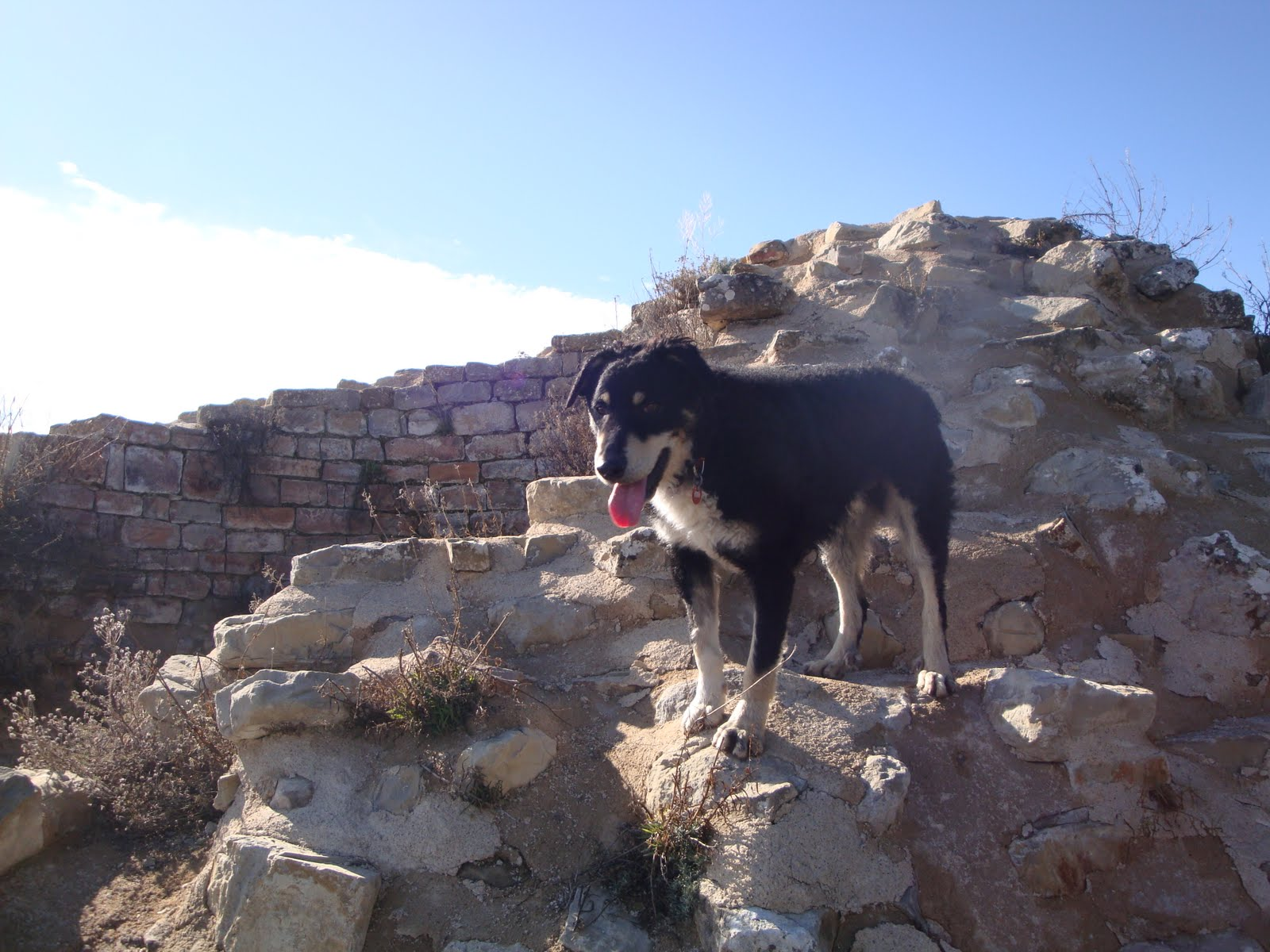
Can de Chira

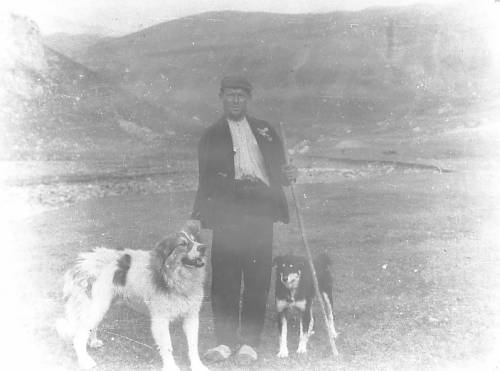
Ejemplar en una foto antigua

El can de chira o perro pastor altoaragonés, es un raza de perro pastor originaria del Pirineo y Prepirineo oscense.
La falta de reconocimiento formal de la raza a nivel internacional se debe al reducido número de ejemplares documentados que cumplan las características de su canon racial, consecuencia del elevadísimo grado de mezcla con otras razas caninas en las últimas décadas.
Los relatos orales de perros similares utilizados por los ganaderos locales para pastorear ovejas y ganado (en aragonés «can de chira» significa «perro de tornar o devolver el ganado») se remontan a varios siglos, las fotografías más antiguas datan de principios del siglo XIX. 
La raza parece haberse originado en la provincia de Huesca, pero se ha extendido a regiones adyacentes, siguiendo centrada en la comarca de Sobrarbe.